# Io, chi sono io?
Io, chi sono io? è il 2º album del cantante ed attore Gianni Meccia.

## Tracce
Lato A
1. I cinque sensi (Gianni Meccia)
2. L'equilibrio (Gianni Meccia)
3. Otto e un quarto(Hiroshima) (Gianni Meccia-Ubaldo Continiello-Gianni Meccia)
4. Il tarlo (Gianni Meccia)
5. Eden park (Gianni Meccia)
6. Io, chi sono io (Gianni Meccia-Bruno Zambrini-Gianni Meccia)

Lato B
1. La mosca vola (Gianni Boncompagni-Gianni Meccia)
2. Adagio, non fatemi male (Gianni Meccia)
3. Odio tutte le vecchie signore (Gianni Meccia)
4. Io dico no! (Gianni Meccia)
5. Rendimi la costola (Gianni Meccia-Franco Migliacci-Gianni Meccia)
6. I soldati delicati (Gianni Meccia)